# Gourdon (Saône-et-Loire)
Gourdon is een gemeente in het Franse departement Saône-et-Loire (regio Bourgogne-Franche-Comté). De plaats maakt deel uit van het arrondissement Chalon-sur-Saône. Gourdon telde op 1 januari 2022 891 inwoners.
De merovingische schat van Gourdon is in deze plaats gevonden.
De église Notre-Dame-de-l'Assomption is een romaanse kerk gebouwd in de 11e en 12e eeuw. Opmerkelijk zijn de kapitelen binnenin met gesculpteerde bladeren, dieren en mensen.

## Geografie
De oppervlakte van Gourdon bedroeg op 1 januari 2022 25,41 vierkante kilometer; de bevolkingsdichtheid was toen 35,1 inwoners per km².

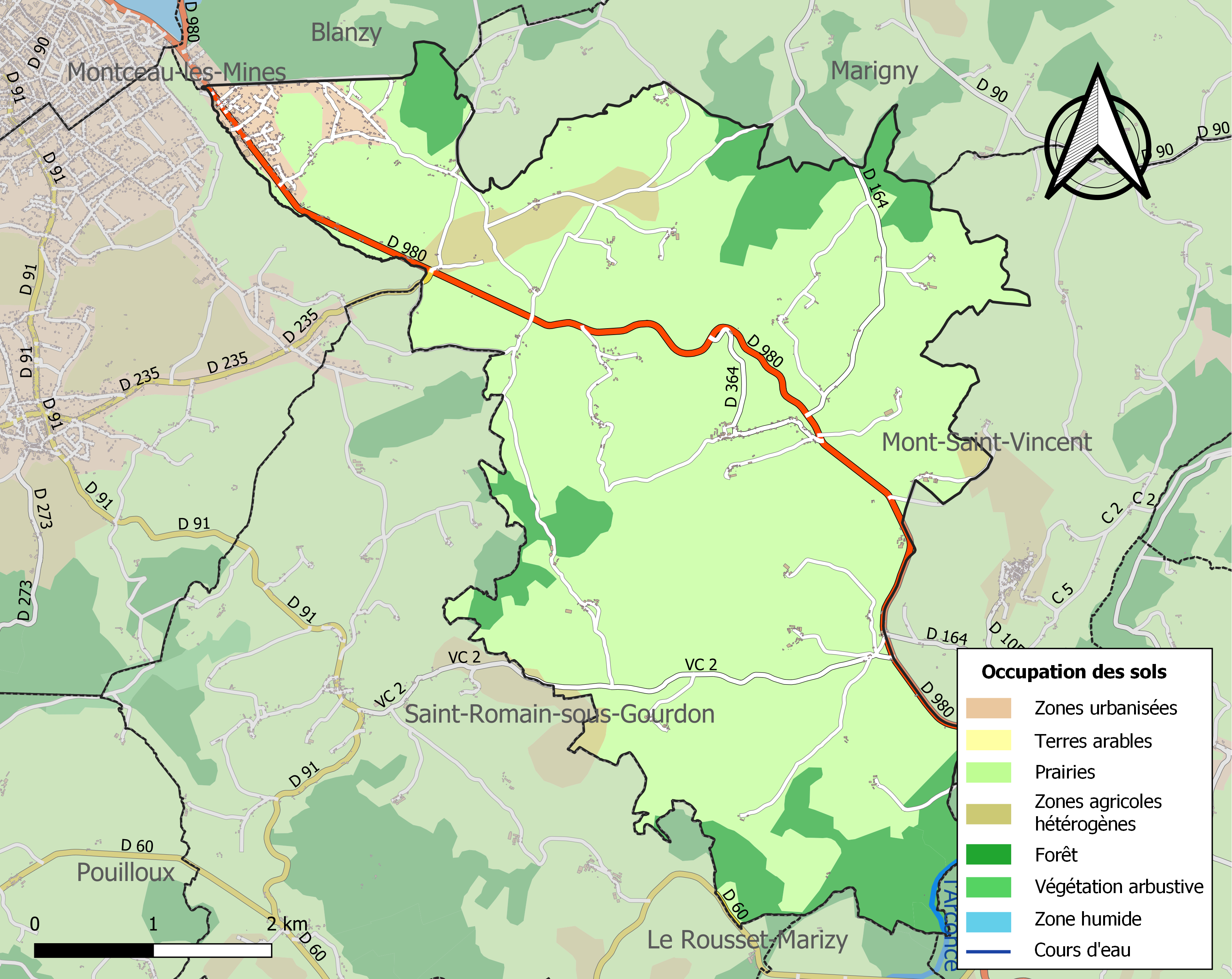
Kaart van de gemeente met de belangrijkste infrastructuur, bodemgebruik en omliggende gemeenten

## Demografie
Onderstaande figuur toont het verloop van het inwonertal (bron: INSEE-tellingen).